# Ferrari F8 Tributo
El Ferrari F8 Tributo es un automóvil superdeportivo de motor central-trasero producido por el fabricante de automóviles italiano Ferrari. El nuevo modelo es una actualización del 488 con notables cambios exteriores y de rendimiento. Fue presentado en el Salón del Automóvil de Ginebra 2019. Dejó de producirse en 2022 al ser reemplazado por el 296 GTB.

## Especificaciones y rendimiento

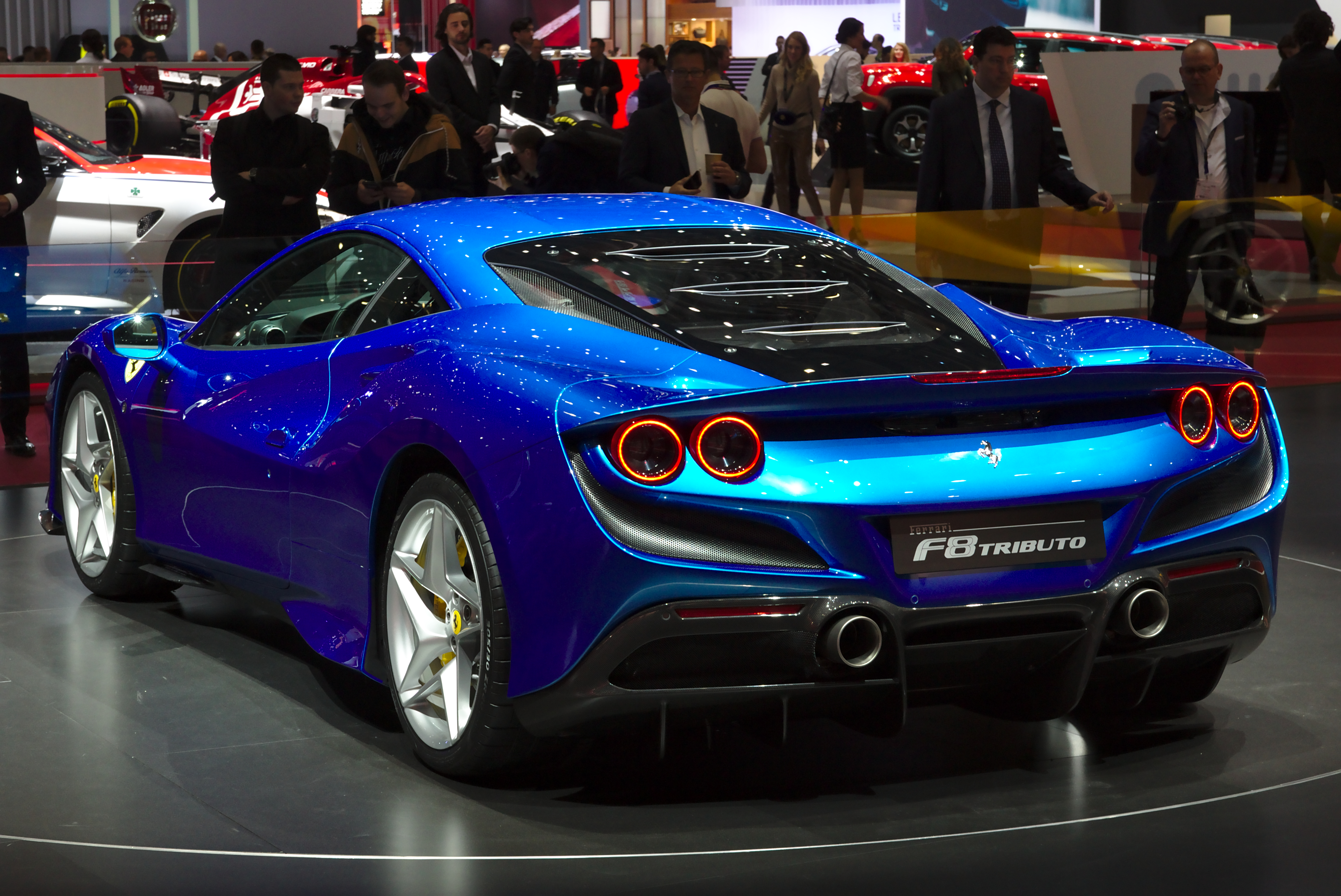
Vista trasera

El F8 Tributo utiliza el mismo motor del 488 Pista: un motor V8 de biturbo de 3902 cm³ (3,9 L; 238,1 plg³) con un diámetro carrera de 86,5 x 83 mm (3,41 x 3,27 pulgadas), cuya potencia de 720 CV (710 HP; 530 kW) a las 7000 rpm y 770 N·m (568 lb·pie) a las 3250 rpm de par máximo, lo que lo convierte en el Ferrari V8 convencional más potente producido hasta la fecha. La potencia específica es de 184,5 CV (182 HP; 135,7 kW), con una relación de compresión de 9.6:1 y una línea roja de 8000 rpm. Cuenta con inyección directa, sistema de lubricación por cárter seco, refrigeración líquida, doble (DOHC) árbol de levas a la cabeza y 4  válvulas por cilindro (32 en total). La capacidad del tanque de combustible es de 78 litros (20,6 galAm). Las cámaras y múltiples de admisión específicos con dinámica de fluidos optimizada, mejoran la eficiencia de combustión del motor, gracias a la reducción de la temperatura del aire en el cilindro, que también ayuda a aumentar la potencia. El aumento en las capacidades del rendimiento se proporciona de una manera más reactiva, gracias a las soluciones de aligeramiento en las masas giratorias, como las bielas de titanio derivadas de la Fórmula 1.
El diseño del escape y los colectores Inconel se han modificado por completo hasta los terminales. El F8 Tributo también utiliza sensores de revoluciones del turbo, desarrollados en el 488 Challenge, para maximizar la eficiencia de los turbocompresores en función de la demanda de potencia del pedal. La transmisión es una unidad de doble embrague de siete velocidades con relaciones de transmisión mejoradas. Se instalan varias funciones nuevas de software en el F8 que se controlan mediante el interruptor de modo de manejo manettino en el volante.
El automóvil está equipado con el último programa de control de estabilidad y de tracción del Control de ángulo de deslizamiento lateral de Ferrari. Además, el Ferrari Dynamic Enhancer, un programa electrónico para gestionar derivas, ahora se puede utilizar en el modo de conducción Race. El rendimiento que afirma del fabricante es de 0 a 100 km/h (62 mph) en 2.9 segundos, de 0 a 200 km/h (124 mph) en 7.8 segundos, con una velocidad máxima de 340 km/h (211 mph), mientras que la vuelta rápida en el Circuito de Fiorano la ha logrado en 1'22.5". Ferrari también declaró que la carga aerodinámica del Tributo se ha incrementado en un 15 por ciento en comparación con los 488 GTB.
Las medidas de los frenos delanteros son: 398 mm (15,7 plg) x 223 mm (8,8 plg) x 38 mm (1,5 plg); mientras que para los traseros son: 360 mm (14,2 plg) x 233 mm (9,2 plg) x 32 mm (1,3 plg).
Los valores de emisiones de CO2 se han determinado conforme al Reglamento Europeo (CE) 715/2007, refiriéndose al ciclo WLTP y son los siguientes: 490 g (17,3 oz)/km (bajo); 246 g (8,7 oz)/km (alto); 292 g (10,3 oz)/km (mixto), 276 g (9,7 oz)/km (medio); 267 g (9,4 oz)/km (extra alto).

## Diseño

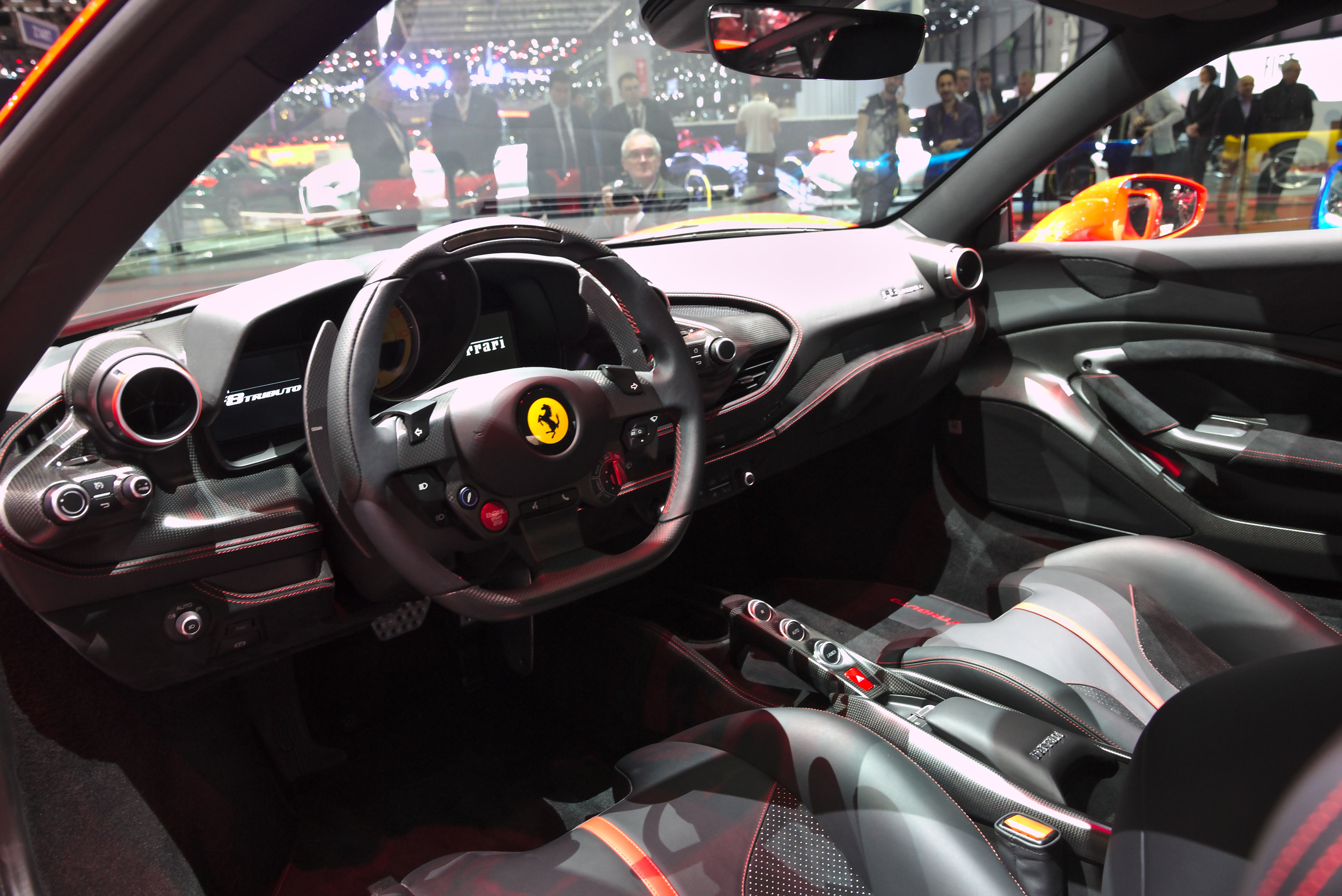
Habitáculo interior

La parte delantera del coche se caracteriza por el conducto "S", originalmente presentado en el 488 Pista, alrededor del cual se rediseñó todo el frente del coche, con tomas de aire adicionales por encima de los faros. La parte delantera se completa con tomas aerodinámicas laterales que están integradas en la forma de la defensa y cuentan con dos divisores laterales aerodinámicos en negro. Los paquetes de radiadores están inclinados hacia la parte trasera, utilizando la cubierta plana para canalizar el aire caliente y minimizar la interacción térmica con los flujos dentro del arco de la rueda. El coche también cuenta con calaveras cuádruples, una característica que se vio por última vez en el linaje V8 en el F430. En la parte trasera, tiene una cubierta de motor transparente con rejilla hecha de Lexan liviano que rinde homenaje al F40 y un spoiler trasero envolvente inspirado en el 308 GTB, con tomas de aire adicionales a cada lado. El interior también ha recibido actualizaciones: el tablero de instrumentos, la carcasa del instrumento y los paneles de las puertas son nuevos; y el esquema de color de dos tonos del 488 también se ha suprimido. Una pantalla táctil para el pasajero de 8,5 pulgadas (21,6 cm), también es estándar como parte del entretenimiento a bordo o HMI (Interfaz hombre-máquina). El panel de instrumentos incorpora un panel de vela de aluminio que soporta el satélite central y continúa en el tablero mismo.

## Variantes

### F8 Spider

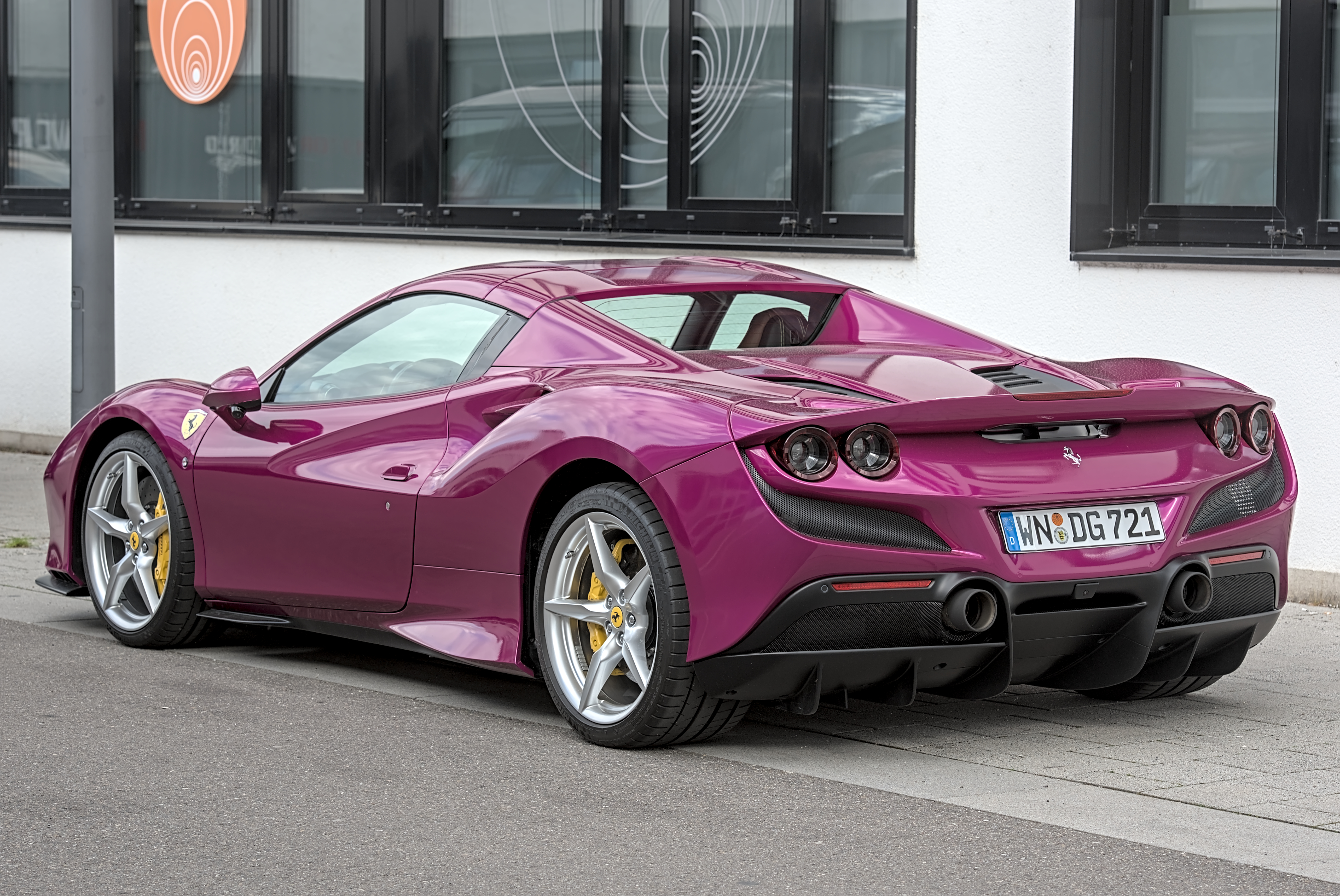
Ferrari F8 Spider

El F8 Spider es una variante con techo abierto del F8 Tributo, con un techo rígido plegable como se ve en sus predecesores. La parte superior tarda 14 segundos en funcionar y puede hacerlo con velocidades de hasta 45 km/h (28 mph). Presenta grandes tomas de aire en sus cuartos traseros, movidos hacia atrás en comparación con los del 488 Spider, para mejorar el flujo de aire hacia el motor.
La transmisión del Spider se comparte con el Tributo. El motor tiene un cigüeñal, un volante de inercia y bielas más livianas, que pesa casi 18 kg (40 libras) menos que el motor del 488 Spider. Las cifras de rendimiento incluyen la aceleración de 0 a 100 km/h (0 a 62 mph) en 2.9 segundos y de 0 a 200 km/h (0 a 124 mph) en 8.2 segundos. La velocidad máxima no cambia con respecto al cupé a 340 km/h (211 mph). El peso en seco del Spider es de 1400 kg (3086 libras), con una distribución de 41.5% en el eje delantero y 58.5% en el trasero. La capacidad de la cajuela permite 200 L (7,1 pies cúbicos) de espacio para el equipaje.